# Съспенс
„Съспенс“ е понятие, въведено от Алфред Хичкок в киното, след което прието от други коментатори на повествованието и по отношение на писателското творчество. То се свързва с понятието „трилър“, което представлява произведение на изкуството, съдържащо или основаващо се на съспенса.

## Значение
Понятието „съспенс“ идва от латинската дума suspense.
Думата включва следните значения:
- тревожност, напрежение, нервност, възбуда, очакване, вълнение;[4]
- нерешителност, несигурност, очакване на опасни или неизвестни събития, безпокойство;

Съспенсът е визуална и комуникативна драматизация на сюжетния материал в един филм или роман, или казано по друг начин, възможно най-интензивното представяне на драматичните ситуации, като се използват различни елементи, които да породят напрежение или очакване на опасни и непредвидими за героите ситуации.
Добре изграденият съспенс и стегнатото действие на сюжета са задължителен елемент за всеки трилър. След съспенса идва хорърът, чието очакване или проявление нагнетява съспенса.
Освен драматизъм и страх, съспенсът може да има и положителна посока в случаите, когато се очаква положителната развръзка в края на филма или книгата. Положителна посока най-често имаме по отношение на серийните произведения, когато потребителят е убеден, че хорърът няма да е фатален за главните действащи лица.

## Създаване на съспенс
1. Сигурност на заплахата
Първата основа на съспенса е предварителното познание за лошото и ужасното, което ще се случи. Зрителят или читателят трябва да очаква някакво събитие, за да има напрежение асоциирано с него, като то обикновено може да не е известно за героите.
2. Сигурността на заплахата се получава и когато, въпреки знанията и уменията на героите, се реализират събития, които не могат да се прогнозират или предотвратят.
3. Несигурност на завършека
За да има добър съспенс потребителят трябва да е вътрешно убеден, че негативните очаквания ще се реализират поне в известна степен. Опасните събития могат да засегнат както основните герои, така и свързаните с тях второстепенни герои.

Несигурност се реализира и когато, въпреки благоприятното разрешение на действието, се пораждат основателни съмнения, че очакваните опасности могат да проявят отново или да възникнат нови за героите.

## Особености на съспенса, които го предизвикват
1. Повествователна дупка
В този случай на читателят/зрителят не са известни факти, известни само на героя, и тази неизвестност поражда негативни очаквания и съмнения;
2. Повествователна двойственост
Получава се когато получената информация от читателя/зрителя е непълна и неясна, и поражда възможности за различни изводи в отрицателен смисъл;
3. Повествователна загадка/мистерия
Имаме налице случай, факт или събитие, което се е случило, но не може да бъде обяснено с факти и доводи, и започва да се търси решението му.
4. Повествователно очакване
При него читателят/зрителят очакват някакво събитие, но няма яснота дали то ще се случи, или то е само неясно логическо заключение.

Всичките особености не се проявяват самостоятелно, а най-често се преливат и свързват една към друга до развръзката на сюжетната линия. Тяхното проявление, натрупване и усилване, зависи от майсторството на автора.
Съспенсът от векове е задължителен елемент за всички автори при представянето на приключенията на героите или криминалните случаи. Напрежението обикновено е най-силно при кулминацията на разказа, когато се достига до разрешение или обяснение на фактите, или се достига до възмездие спрямо отрицателните герои.
Съспенсът е ключов елемент въздействащ върху любопитството и очакванията на зрителя/читателя, за да го задържи плътно до края на произведението, или да породи необходимост и очакване за неговото продължение.